# محطة الجنرال بلغرانو 2
محطة الجنرال بلغرانو 2 هي محطة بحوث أرجنتينية تقع في أنتاركتيكا في 77°52′S 34°37′W / 77.867°S 34.617°W.
في 1955 أسس الجنرال هرنان بوجاتو محطة بلغرانو 1 التي بقيت الأقصى جنوبا لعدة سنين. في 5 فبراير 1979 افتتحت بلغرانو 2 كبديلة للأولى. محطة ثالثة وهي بلغرانو 3 عملت من 1980 إلى 1984 لكن بلغلرانو 2 هي الوحيدة التي بقيت تحت الخدمة إلى الآن وهي أقصى محطة أرجنتينية إلى الجنوب إلى 2006.
للمزيد من المعلومات التفصيلية:
مجلس مديري البرامج الوطنية لأنتاركتيكا : محطة بلغرانو 2

## المناخ
يظهر الجدول التالي التغييرات المناخية على مدار السنة لمحطة الجنرال بلغرانو 2:
| البيانات المناخية لـمحطة الجنرال بلغرانو 2                                                     | البيانات المناخية لـمحطة الجنرال بلغرانو 2 | البيانات المناخية لـمحطة الجنرال بلغرانو 2 | البيانات المناخية لـمحطة الجنرال بلغرانو 2 | البيانات المناخية لـمحطة الجنرال بلغرانو 2 | البيانات المناخية لـمحطة الجنرال بلغرانو 2 | البيانات المناخية لـمحطة الجنرال بلغرانو 2 | البيانات المناخية لـمحطة الجنرال بلغرانو 2 | البيانات المناخية لـمحطة الجنرال بلغرانو 2 | البيانات المناخية لـمحطة الجنرال بلغرانو 2 | البيانات المناخية لـمحطة الجنرال بلغرانو 2 | البيانات المناخية لـمحطة الجنرال بلغرانو 2 | البيانات المناخية لـمحطة الجنرال بلغرانو 2 | البيانات المناخية لـمحطة الجنرال بلغرانو 2 |
| الشهر                                                                                          | يناير                                      | فبراير                                     | مارس                                       | أبريل                                      | مايو                                       | يونيو                                      | يوليو                                      | أغسطس                                      | سبتمبر                                     | أكتوبر                                     | نوفمبر                                     | ديسمبر                                     | المعدل السنوي                              |
| ---------------------------------------------------------------------------------------------- | ------------------------------------------ | ------------------------------------------ | ------------------------------------------ | ------------------------------------------ | ------------------------------------------ | ------------------------------------------ | ------------------------------------------ | ------------------------------------------ | ------------------------------------------ | ------------------------------------------ | ------------------------------------------ | ------------------------------------------ | ------------------------------------------ |
| الدرجة القصوى °م (°ف)                                                                          | 10.0 (50.0)                                | 10.1 (50.2)                                | 7.9 (46.2)                                 | −1.4 (29.5)                                | −1.0 (30.2)                                | 1.0 (33.8)                                 | −2.9 (26.8)                                | −2.5 (27.5)                                | −1.4 (29.5)                                | 4.4 (39.9)                                 | 7.0 (44.6)                                 | 12.1 (53.8)                                | 12.1 (53.8)                                |
| متوسط درجة الحرارة الكبرى °م (°ف)                                                              | 0.7 (33.3)                                 | −3.7 (25.3)                                | −8.8 (16.2)                                | −13.5 (7.7)                                | −14.6 (5.7)                                | −15.7 (3.7)                                | −17.1 (1.2)                                | −16.6 (2.1)                                | −14.9 (5.2)                                | −11.0 (12.2)                               | −4.1 (24.6)                                | 0.4 (32.7)                                 | −9.9 (14.2)                                |
| المتوسط اليومي °م (°ف)                                                                         | −2.4 (27.7)                                | −7.0 (19.4)                                | −12.0 (10.4)                               | −16.7 (1.9)                                | −18.1 (−0.6)                               | −19.1 (−2.4)                               | −20.4 (−4.7)                               | −20.2 (−4.4)                               | −18.4 (−1.1)                               | −14.8 (5.4)                                | −8.0 (17.6)                                | −3.0 (26.6)                                | −13.3 (8.1)                                |
| متوسط درجة الحرارة الصغرى °م (°ف)                                                              | −5.9 (21.4)                                | −10.9 (12.4)                               | −16.1 (3.0)                                | −20.7 (−5.3)                               | −22.0 (−7.6)                               | −23.1 (−9.6)                               | −24.5 (−12.1)                              | −24.4 (−11.9)                              | −23.0 (−9.4)                               | −19.4 (−2.9)                               | −12.3 (9.9)                                | −6.9 (19.6)                                | −17.4 (0.7)                                |
| أدنى درجة حرارة °م (°ف)                                                                        | −20.0 (−4.0)                               | −29.5 (−21.1)                              | −37.8 (−36.0)                              | −40.2 (−40.4)                              | −58.9 (−74.0)                              | −46.1 (−51.0)                              | −52.8 (−63.0)                              | −51.1 (−60.0)                              | −52.2 (−62.0)                              | −38.9 (−38.0)                              | −36.1 (−33.0)                              | −19.0 (−2.2)                               | −58.9 (−74.0)                              |
| الهطول مم (إنش)                                                                                | 26.2 (1.03)                                | 27.4 (1.08)                                | 32.5 (1.28)                                | 16.8 (0.66)                                | 22.5 (0.89)                                | 25.0 (0.98)                                | 27.8 (1.09)                                | 26.9 (1.06)                                | 39.0 (1.54)                                | 20.2 (0.80)                                | 18.2 (0.72)                                | 17.0 (0.67)                                | 299.5 (11.79)                              |
| متوسط الأيام المثلجة                                                                           | 13                                         | 14                                         | 13                                         | 13                                         | 11                                         | 10                                         | 12                                         | 12                                         | 11                                         | 12                                         | 11                                         | 11                                         | 143                                        |
| متوسط الرطوبة النسبية (%)                                                                      | 70                                         | 69                                         | 68                                         | 63                                         | 60                                         | 56                                         | 55                                         | 56                                         | 57                                         | 62                                         | 67                                         | 70                                         | 65                                         |
| المصدر #1: Servicio Meteorológico Nacional (precipitation 2001–2010, snow days 1981–1990)      |                                            |                                            |                                            |                                            |                                            |                                            |                                            |                                            |                                            |                                            |                                            |                                            |                                            |
| المصدر #2: الأرصاد الجوية الألمانية (humidity 1982–1995), Meteo Climat (record highs and lows) |                                            |                                            |                                            |                                            |                                            |                                            |                                            |                                            |                                            |                                            |                                            |                                            |                                            |